# 尾崎康
尾崎 康（おざき やすし、1960年 - ）は、日本の裁判官、弁護士。弟は歌手の尾崎豊、甥は同じく歌手の尾崎裕哉。

## 略歴
- 1960年（昭和35年） - 東京都練馬区にて出生
- 東京都立富士高等学校を卒業
- 1983年（昭和58年）12月 - 裁判所事務官採用上級試験合格
- 1984年（昭和59年）3月 - 早稲田大学法学部卒業
- 1984年（昭和59年）4月 - 裁判所事務官
- 1986年（昭和61年）3月 - 最高裁判所裁判所書記官研修所養成第Ⅰ部（現；裁判所職員総合研修所）修習
- 1986年（昭和61年）裁判所書記官 任官。東京地方裁判所勤務などを経る
- 1989年 依願退官
- 1992年（平成4年）4月25日 - 弟・豊が26歳で死去
- 1994年（平成6年）4月 - 著書『弟尾崎豊の愛と死と』出版
  - こんにちは2時で、父・健一と共に豊についてのインタビューを受けた内容が放送。
- 1994年（平成6年）10月 旧司法試験合格
- 1997年（平成9年） - 弁護士登録、大倉浩法律事務所勤務
- 2004年（平成16年）4月1日 - 裁判官 任官
- 2004年（平成16年）4月 - 横浜地方裁判所判事補 兼 横浜簡易裁判所判事
- 2007年（平成19年）4月1日 - 名古屋地方裁判所判事補 兼 名古屋簡易裁判所判事
- 2007年（平成19年）4月10日 - 名古屋地方裁判所判事 兼 名古屋簡易裁判所判事
- 2009年（平成21年）3月31日 - 依願退官
- 2009年（平成21年）5月 - 弁護士再登録、大倉浩法律事務所 勤務
- 2012年（平成24年）5月1日 - 尾崎法律事務所開設
- 2019年（令和元年）7月 - 県庁通り法律事務所所属
- 2023年（令和5年）4月 - 埼玉弁護士会長に就任[1]

## 著書
- 『弟尾崎豊の愛と死と』 尾崎康（著） 講談社（出版） 1994.4 ISBN 4-06-207004-9

## 親族
- 父：尾崎健一 - 元陸上自衛隊事務官
- 母：尾崎絹枝
- 弟：尾崎豊 - 歌手
- 義妹：尾崎繁美 - 豊の妻
- 甥：尾崎裕哉 - 豊、繁美の長男。歌手

## 尾崎豊の兄として
尾崎豊の兄としてファンの間では有名ではあったが、弁護士とはいえあくまで一般人である事と、「ファンの方々が抱くイメージを壊すわけにはいかない」という理由から豊に関する取材は全て断っていたためメディアの前に現れる事はほとんどなかった。そんな中、2023年に弁護士会の会長になった事を契機に「豊のことを知りたいという人たちに向けて知り得る範囲で話すのも、自分の役割なのかな」と考えるようになり、取材を受けるようになった。
NHKに語った内容によると、豊が持ち出して弾いていた康のギターは「女の子にもてたくて買ったものの特に弾かずにしまいこんでいたもの」で、代表作である15の夜に登場する「盗んだバイク」は康の愛車だったパッソルを豊が無断で乗り回していた（最終的には豊が事故を起こして廃車にしてしまった）ものがモデルとされており、尾崎豊の兄であるともに、その音楽人生に大きな影響を与えた人物である事を康本人も冗談交じりながらも自負している。

## 参考資料
- 『弟尾崎豊の愛と死と』 尾崎康（著） 1994.4